# Willem Janszoon
Willem Janszoon, també conegut pel seu nom abreujat Willen Jansz. (amb punt o sense) (ca. 1570 - 1630), va ser un navegant i governador colonial neerlandès i el primer europeu a explorar les costes d'Austràlia el 1606. Janszoon va servir en la Companyia Holandesa de les Índies Orientals durant diversos períodes entre 1603 i 1616, incloent un temps com a governador de Fort Henricus a Solor.

## Biografia

### Primers anys
Res se sap dels primers anys de vida de Willem Janszoon. La primera dada coneguda va ser la seva entrada al servei de l'Oude compagnie, una de les predecessores de la Companyia Holandesa de les Índies Orientals (Verenigde Oostindische Compagnie o VOC), a bord del Hollandia, un vaixell de la segona flota, sota el comandament de Jacob Cornelisz. van Neck, enviada pels holandesos a les Índies Orientals Holandeses el 1598. El 5 de maig de 1601 es va embarcar de nou cap a les Índies Orientals com a oficial del Lam, un dels tres vaixells de la flota de Joris van Spilbergen.
Janszoon va salpar dels Països Baixos cap a les Índies Orientals per tercera vegada el 18 de desembre de 1603, com a capità del Duyfken (o Duijfken), un dels dotze vaixells de la gran flota de Steven van der Hagen. Una vegada a les Índies, Janszoon va ser enviat a buscar altres punts comercials de venda, especialment a "la gran terra de Nova Guinea i altres Terres a l'est i al sud".

## Exploració

### Primer viatge a Austràlia

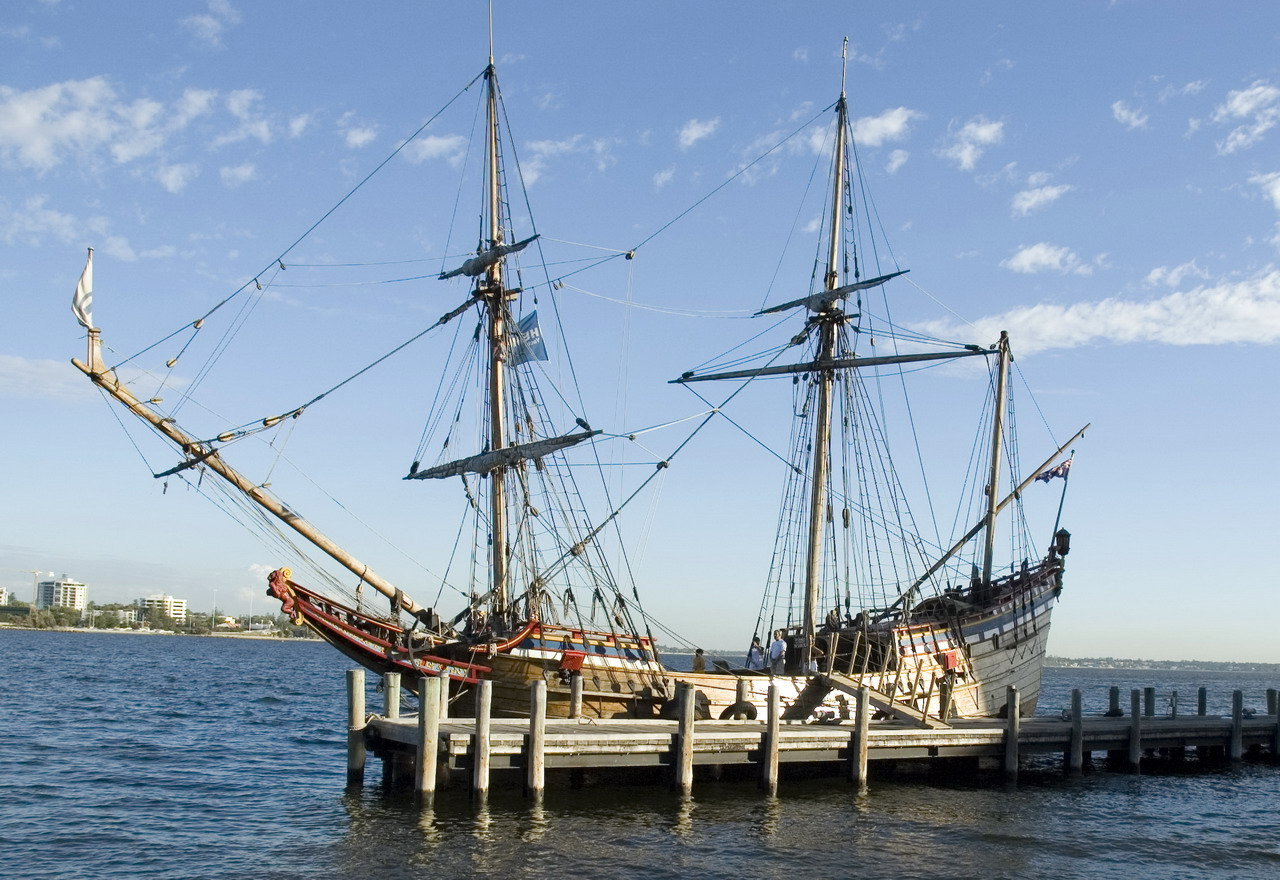
Rèplica del Duyfken al riu Swan

El 18 de novembre de 1605 el Duyfken va salpar de Bantam, a la costa de l'oest de Nova Guinea. Janszoon va creuar l'extrem oriental del mar d'Arafura, sense trobar l'estret de Torres, al golf de Carpentària. El 26 de febrer de 1606 va desembarcar al costat del riu Pennefather, a la riba occidental del cap York, prop de l'actual ciutat de Weipa, a Queensland. Aquest és el primer desembarcament europeu que es té documentat al continent australià. Janszoon va procedir a cartografiar uns 320 quilòmetres de la costa, que ell creia una extensió meridional de Nova Guinea.
Va trobar una terra pantanosa i gent poc hospitalària (deu dels seus homes van ser assassinats en diverses expedicions a terra), al Cap Keerweer, al sud de la badia Albatros, on Willem Janszoon va decidir tornar cap a Bantam, on va arribar el juny de 1606. Anomenà la terra que havia descobert "Nieu Zeland" en record a la província holandesa de Zelanda, però el nom no va ser adoptat i posteriorment va ser utilitzat per Abel Tasman per a Nova Zelanda.
El Duyfken estava a l'estret de Torres el març de 1606, unes poques setmanes abans que Luis Váez de Torres navegués a través de les seves aigües. El 1607 Cornelis Matelief de Jonge l'envià a les illes d'Ambon i Banda. Janszoon tornà als Països Baixos el 1611 amb la creença que la costa sud de Nova Guinea estava unida a la terra per la qual havia navegat i els mapes neerlandesos reproduïren aquest error durant molts anys. Tot i que hi ha hagut suggeriments que anteriors navegants procedents de la Xina, França o Portugal podrien haver descobert parts d'Austràlia, el Duyfken fou finalment el primer vaixell europeu conegut que ho va fer.

### Segon viatge a Austràlia
Janszoon informà que el 31 de juliol de 1618 havia desembarcat en una illa a una latitud 22° S, amb una longitud de 22 milles i a unes 240 milles al SSE de l'estret de la Sonda. Aquest fet s'interpreta generalment com una descripció de la península des de Point Cloates (22° 43′ S, 113° 40′ E / 22.717°S,113.667°E) fins al cap Nord-oest (21° 47′ S, 114° 09′ E / 21.783°S,114.150°E) a la costa d'Austràlia Occidental, que Janszoon suposà era una illa sense arribar a fer-ne tota la seva circumnavegació.

## Vida política
Pels volts de 1617 a 1618 Janszoon tornava als Països Baixos, on va ser nomenat Conseller d'Índies. Va exercir com a almirall de la Flota de Defensa holandesa. El 1619 va ser guardonat amb una cadena d'or valorada en 1.000 florins per la participació en la captura de quatre vaixells de la Companyia Britànica de les Índies Orientals que havien ajudat els javanesos en la defensa de Batàvia contra els holandesos. Entre 1623 i 1627 va ser governador de Banda. El juny de 1627 va tornar a Batàvia i poc després, com a almirall d'una flota de vuit vaixells, anà en missió diplomàtica a l'Índia. El 4 de desembre de 1628 s'embarcà cap a Holanda i el 16 de juliol de 1629 va informar sobre l'estat de les Índies a la Haia. Probablement tenia prop de seixanta anys i volia retirar-se de la vida activa al servei del seu país. No se sap res dels seus últims dies, tot i que es creu que va morir el 1630.

## Mapa de Duyfken

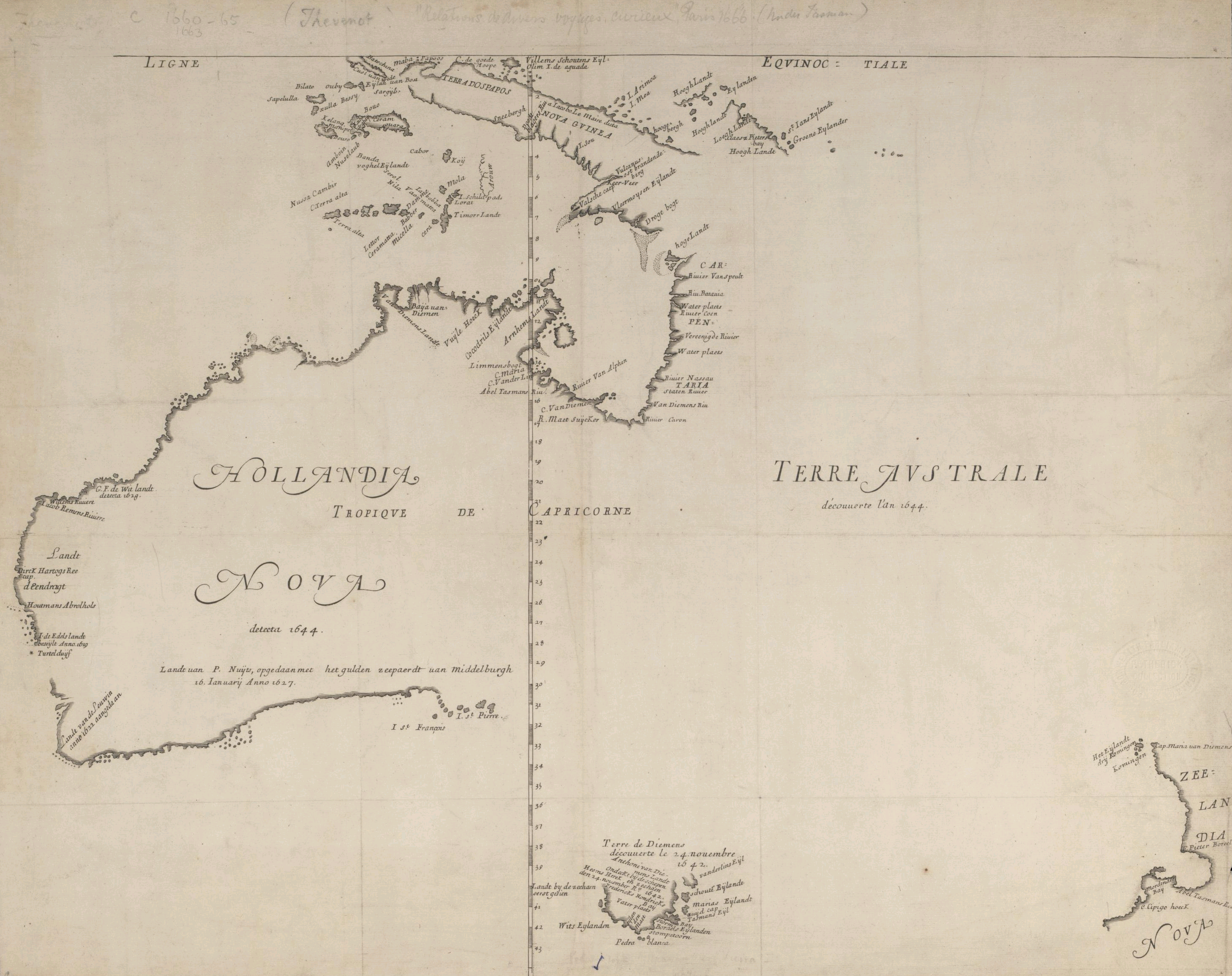
Carta de la Nova Holanda dibuixada per Melchisédech Thévenot.

Els originals del diari i les notes del viatge de Janszoon de 1606 s'han perdut. El mapa de Duyfken, que mostra la ubicació del primer desembarcament a Austràlia pel Duyfken va tenir un millor final. Encara estava a Àmsterdam quan Hessel Gerritsz va fer el seu «Mapa del Pacífic» el 1622, i reflectí la geografia del Duyfken, proporcionant el primer mapa en què es representa qualsevol part d'Austràlia. El mapa seguia existint pels volts de 1670, quan es va fer una còpia, que finalment anà a la Biblioteca Imperial de Viena i quedà oblidat durant dos-cents anys. El mapa forma part de l'Atlas de Blaeu Van der Hem, portat a Viena el 1730 pel príncep Eugeni de Savoia. La informació de les seves cartes fou inclosa als mapes de marbre i coure dels hemisferis del terra del Saló dels Ciutadans del Palau Reial d'Àmsterdam.